# L'attacco dell'angelo
L'attacco dell'angelo (使徒、襲来?, Shito, shūrai, lett. "Apostolo, attacco"), noto anche con il titolo inglese Angel Attack, è il primo episodio della serie televisiva anime Neon Genesis Evangelion, prodotta dallo studio Gainax e diretta da Hideaki Anno.
Andato in onda sul canale TV Tokyo il 4 ottobre 1995, l'episodio venne sceneggiato da Anno e diretto da Kazuya Tsurumaki. La storia, ambientata a distanza di quindici anni da una catastrofe planetaria nota come Second Impact, ha per protagonista Shinji Ikari, un ragazzo che giunge nella futuristica città di Neo Tokyo-3 sotto richiesta del padre, Gendō Ikari, capo dell'agenzia speciale Nerv, per guidare un mecha gigante denominato Eva e combattere in questo modo assieme ad altri piloti dei misteriosi esseri chiamati angeli. Il ragazzo, sia pure con riserve, accetta la missione e si prepara a combattere l'angelo Sachiel.
La produzione de L'attacco dell'angelo iniziò nel settembre del 1994, ma si concluse soltanto nell'aprile dell'anno successivo. Esso venne poi presentato al secondo festival della Gainax, tenutosi il 22 e il 23 luglio 1995 a Itako. L'episodio, influenzato dalle serie giapponesi di genere tokusatsu e contenente diversi riferimenti ai classici anime mecha e ad antecedenti opere dello studio, registrò un indice di ascolto del 6,8% sulla televisione giapponese, e fin dalla proiezione d'anteprima ricevette una buona accoglienza da parte del pubblico e della critica. L'opera continuò a essere elogiata anche molto dopo la messa in onda della serie da parte di testate specializzate quali Anime News Network, Comic Book Resources, Ex e Newtype, che ne lodarono l'aspetto visivo, la musica, la regia e l'introduzione dei personaggi principali, comparendo inoltre in alcune classifiche riguardanti i migliori episodi o le migliori scene dell'animazione nipponica.

## Trama

Shinji Ikari, Ritsuko Akagi e Misato Katsuragi di fronte all'Evangelion 01

Gendō Ikari, comandante supremo dell'agenzia speciale Nerv, fa venire suo figlio Shinji nella città di Neo Tokyo-3. Sachiel, terzo esemplare di una razza ostile agli esseri umani denominata angeli, giunge via mare in un centro abitato sulla costa giapponese e viene attaccato dalle Forze strategiche di autodifesa del Giappone. Shinji intanto è rimasto ad aspettare in una cittadina completamente evacuata Misato Katsuragi, responsabile del reparto bellico della Nerv incaricata di prelevarlo e di portarlo a Neo Tokyo-3. Egli si ritrova nel mezzo della battaglia tra i militari e l'angelo, venendo quasi ucciso dalle esplosioni dei missili e dai contrattacchi dell'enorme essere. Misato riesce a raggiungerlo in tempo con la sua auto e a portarlo via prima che la situazione precipiti.
Le Forze strategiche di autodifesa, constatando la propria inferiorità bellica, sono costretti a trasferire la responsabilità dell'operazione nelle mani di Gendō e della Nerv. Shinji e Misato, nel frattempo, discendono nel geofront sotterraneo in cui è situata la base dell'agenzia. Qui la dottoressa Ritsuko Akagi, responsabile del reparto tecnologico della Nerv, mostra al giovane un grande mecha umanoide chiamato Eva, che egli dovrà pilotare per abbattere Sachiel. Egli capisce dunque di essere stato chiamato dal padre per una mera questione di utilità e si rifiuta di salire a bordo, sostenendo di non avere alcuna possibilità di riuscire nell'impresa. Gendō, senza scomporsi di fronte al pianto del figlio, convoca l'altra pilota della Nerv, Rei Ayanami, sebbene questa sia gravemente ferita. Shinji, vedendo le condizioni della ragazza, ritorna sui suoi passi e viene lanciato con l'Evangelion fino alla superficie di Neo Tokyo-3, pronto ad affrontare faccia a faccia l'angelo.

## Produzione

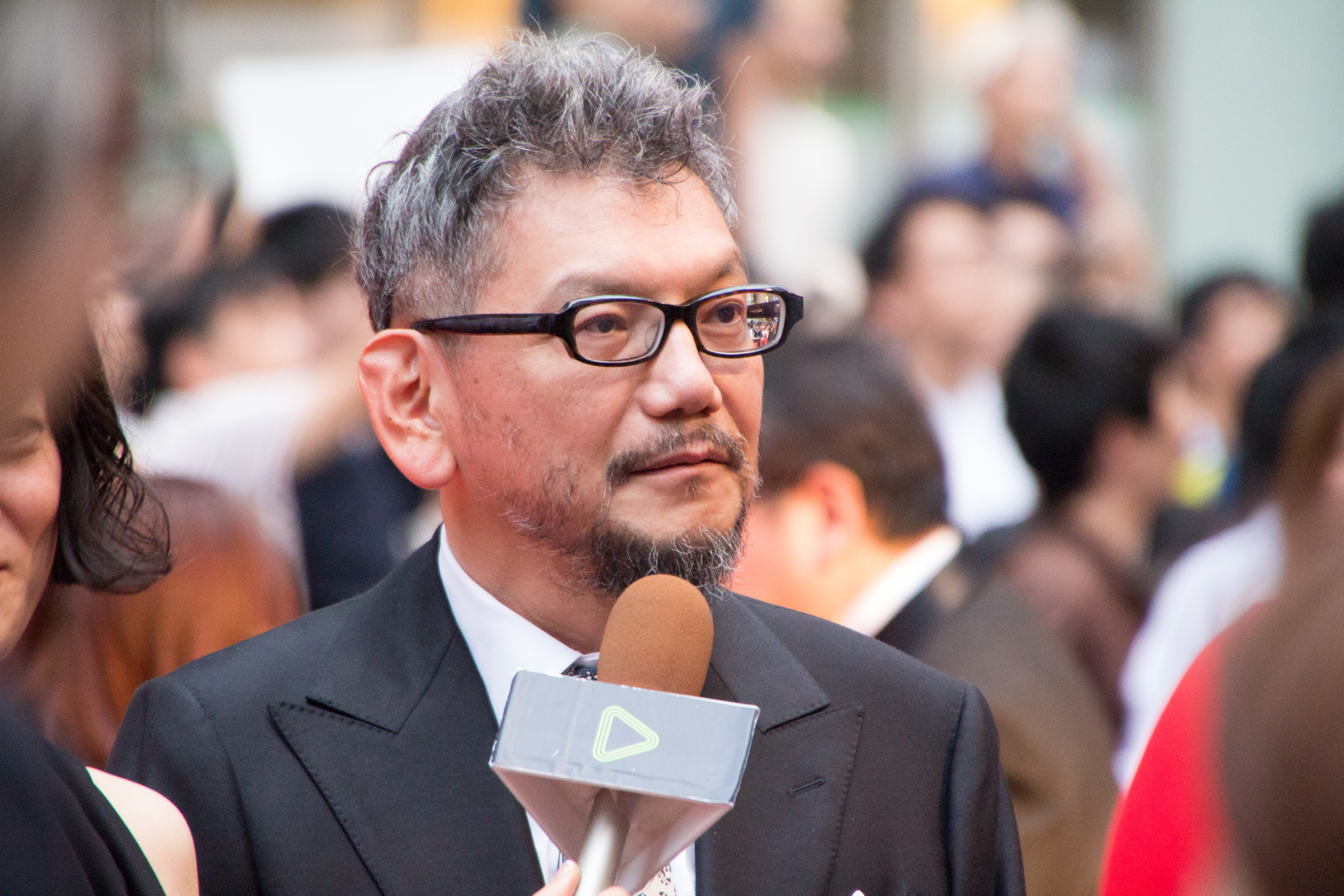
Hideaki Anno, regista e sceneggiatore di Neon Genesis Evangelion

Lo studio d'animazione Gainax cominciò a pianificare Neon Genesis Evangelion nel luglio 1993. Il 20 settembre si tenne la prima riunione interna dell'azienda sul nuovo progetto; qualche tempo dopo venne pubblicato un documento di presentazione della serie in cantiere, contenente la sinossi dell'episodio iniziale. La produzione vera e propria però cominciò solo nel settembre del 1994 e si protrasse per diversi mesi. La lavorazione si rivelò particolarmente lenta; il regista della serie, Hideaki Anno, affermò che ci vollero sei mesi circa per completare la sceneggiatura dell'episodio. La direzione venne affidata a Kazuya Tsurumaki, assistente alla regia dell'anime; Anno e Masayuki si occuparono degli storyboard, mentre Shunji Suzuki fu nominato capo animatore dell'episodio. Yoshitō Asari, Seiji Kio e Yuh Imakake invece funsero da supervisori al character design. Nella produzione venne coinvolto anche l'animatore Mitsuo Iso, il quale si occupò di animare lo scontro fra Sachiel e le forze aeree delle Nazioni Unite.
Due anni prima della messa in onda la Gainax pubblicò un documento di presentazione della serie per trovare eventuali finanziatori intitolato Kikakusho (企画書? lett. "Proposta"). Nel Kikakusho fu aggiunta una dettagliata spiegazione della prima puntata, che avrebbe dovuto formare insieme alla seconda una sorta di dittico. Inizialmente L'attacco dell'angelo avrebbe dovuto intitolarsi Persone riunite (再会する人々?, Saikai suru hitobito). L'episodio avrebbe dovuto iniziare con una scena in cui Shinji avrebbe visto l'Eva-00 di Rei Ayanami combattere contro un angelo di nome Raziel. L'angelo sarebbe poi svanito in un lago, mentre l'Unità-00 gravemente danneggiata sarebbe ritornata alla base della Nerv. Nel Kikakusho inoltre era previsto un finale in cui veniva mostrato l'inizio della battaglia fra Raziel e l'Unità 01 fuori controllo; tale sequenza venne poi spostata interamente nel secondo episodio. L'attacco dell'angelo venne completato nell'aprile 1995, un mese prima del completamento del secondo, Soffitti sconosciuti. Le sessioni per il doppiaggio di entrambi iniziarono il 27 marzo. Le puntate vennero quindi presentate in un'anteprima speciale di fronte a duecento persone al secondo festival della Gainax, tenutosi il 22 e il 23 luglio a Itako. Secondo Yasuhiro Takeda, uno dei membri co-fondatori dello studio, l'opera era ancora da rifinire, visto che «la sequenza d'apertura e altri elementi non erano ancora pronti, dunque l'anteprima mostrò soltanto gli episodi grezzi».
Miki Nagasawa, Megumi Hayashibara, Akiko Hiramatsu, Takehito Koyasu e Takashi Nagasako doppiarono diversi annunci e personaggi non identificati udibili nelle varie scene dell'episodio, mentre Tomomichi Nishimura, Hidenari Ugaki e Hiroshi Naka interpretarono i tre ufficiali che discutono con il comandante Ikari. Per L'attacco dell'angelo Claire Littley cantò una propria interpretazione del pezzo Fly Me to the Moon, poi usata come sigla di chiusura dell'episodio.

## Tematiche e riferimenti culturali
«Mi chiedo se una persona di oltre vent'anni a cui piacciono gli anime di robot e bishōjo sia davvero felice. Se questa persona non sa che esiste una felicità più grande di questa probabilmente è contenta così. Purtroppo ho dei dubbi sulla sua felicità. Mentre realizzavo quest'opera ho voluto provare a capire cosa significhi "essere felice" per una persona così.»

— Hideaki Anno durante la produzione dei primi due episodi di Evangelion
Come notato da Gualtiero Cannarsi, curatore del primo adattamento in italiano della serie, L'attacco dell'angelo inizia subito in medias res, un artificio narrativo usato anche negli episodi successivi per mezzo del quale ciò che è accaduto prima dell'inizio viene ricostruito attraverso i pensieri e i dialoghi dei personaggi, o per mezzo di analessi. Cannarsi ha inoltre notato come in una scena Shinji dica a sé stesso "Non devo fuggire!", una battuta che diventerà una delle sue esclamazioni più note e caratteristiche. Hiroki Azuma, filosofo e critico culturale giapponese, parlando del "Non devo fuggire!" di Shinji ha descritto Evangelion come una storia di «un'ansia senza causa», collegando tale sentimento alle ripercussioni sociali avutesi in Giappone dopo l'attentato alla metropolitana di Tokyo di Aum Shinrikyō. Prima all'uscita di Evangelion Hideaki Anno cadde in un difficile stato psicologico e in uno stallo artistico di quattro anni, alla fine del quale si spronò a cominciare una nuova serie animata con lo stesso motto di Shinji. Per Yasuhiro Takeda, collega del regista e membro della Gainax, la frase sarebbe figlia di alcune tematiche alla base di un vecchio progetto della Gainax, Aoki Uru (蒼きウル?), seguito mai concretizzatosi de Le ali di Honneamise. Secondo Takeda inoltre «quanto visto in Evangelion potrebbe essere un semplice riflesso dei sentimenti» di Anno.
L'attacco dell'angelo presenta già alcuni dei principali temi della serie, come le relazioni fra genitori e figli e la comunicazione interpersonale. Per Yūichirō Oguro, curatore di alcuni contenuti extra presenti nelle edizioni home video giapponesi dell'anime, un'ulteriore tematica sarebbe quella della definizione del concetto di mascolinità, visto che Misato nel corso dell'episodio dice a Shinji di comportarsi come un uomo; non è chiaro però se la serie sostenga il modello patriarcale di una simile visione della mascolinità, o se invece ne metta in discussione il valore. L'episodio contiene dei riferimenti e delle citazioni ad anime antecedenti, come Le avventure di Lupin III, Combattler V e Punta al top! - GunBuster. La sua messa in scena è inoltre influenzata da quella di Akio Jissōji, regista della serie televisiva Ultraseven e della pellicola Jissōji Akio kantoku sakuhin Ultraman, con il largo impiego di inquadrature ispirate al genere tokusatsu. Nel corso della puntata vengono usati anche dei simboli grafico-umoristici tipici degli shōjo, attingendo in particolar modo dalle opere di Kunihiko Ikuhara, regista di Sailor Moon e amico di Anno, e inseriti svariati veicoli militari realmente esistenti, come i carri armati Type 74, elicotteri VTOL ispirati allo Yak-38, autogiri e lanciamissili M270 MLRS.
Secondo la scrittrice Virginie Nebbia l'immagine della mano insaguinata di Shinji, presentata nella scena in cui dice di non voler fuggire, potrebbe essere un riferimento alla serie Jushin Liger. Un'immagine simile può essere trovata anche nell'anime Caro fratello di Osamu Dezaki, una serie dalla quale Evangelion sembra riprendere diversi elementi registici e simboli, come le inquadrature di pali elettrici e di treni. Shinji inoltre in una delle prime scene de L'attacco dell'angelo vede per qualche secondo su un viale uno spettro di Rei in una città deserta situata nei pressi di Neo Tokyo-3. La Rei visibile nella sequenza non è quella reale; l'apparizione è stata collegata allo scenario della pellicola The End of Evangelion, uscita nel 1997 come conclusione della serie classica. Nel corso del lungometraggio tutte le forme di vita si riuniscono in un unico essere durante il Perfezionamento; gli esseri umani poco prima di morire vedono apparire degli spettri di Rei, che li guidano nel processo come degli «angeli della redenzione». Secondo Yūichirō Oguro la Rei che il ragazzo vede sul viale è «un essere superiore che osserva dall'alto gli esseri umani», e la scena simboleggia il fatto che «Shinji viene protetto da sua madre fin dall'inizio della serie». Per la rivista giapponese Newtype inoltre l'immagine della città deserta in cui si trova Rei sembrerebbe alludere «al futuro paesaggio interiore di Shinji e del regista». Virginie Nebbia ha accostato l'apparizione del fantasma di Rei al romanzo Le guide del tramonto di Arthur C. Clarke; nel romanzo di Clarke degli alieni chiamati Superni, simili ai demoni dell'iconografia cristiana, spiegano agli esseri umani che il tempo è in realtà più complesso di quanto percepito dalla loro scienza e che gli umani stessi hanno inventato la figura dei demoni come prodotto di una memoria futura proveniente dagli ultimi anni della loro razza. Nebbia ha dunque ipotizzato che Rei «è apparsa a Shinji da The End of Evangelion prima di diventare un Dio». Secondo la scrittrice l'immagine ricorderebbe anche la regia usata da Kihachi Okamoto in Blue Christmas, il quale in alcune scene della pellicola usa delle inquadrature brevi a velocità quasi subliminale.

## Accoglienza
«I primi episodi possono fare la fortuna o la rovina di una serie. Pochi debutti fanno un lavoro migliore dell'episodio di apertura di Evangelion nell'inquadrare i protagonisti dell'opera e le loro crisi. [...] Evangelion è un'esplosione di dramma ed eccitazione fin dall'inizio, con il classico scenario da fine del mondo e bambino "prescelto" che deve salvare il mondo che danno un tocco particolarmente piacevole.»

— Max Covill
L'attacco dell'angelo ricevette un'accoglienza positiva da parte di critica e pubblico fin dall'anteprima al secondo festival della Gainax, tenutosi il 22 e il 23 luglio 1995. Esso debuttò su TV Tokyo il 4 ottobre, registrando un indice di ascolto del 6,8%. Terminata la prima messa in onda della serie L'attacco dell'angelo si classificò diciassettesimo nella lista dei migliori episodi anime del momento dell'Anime Grand Prix, un grande sondaggio annuale condotto dalla rivista giapponese Animage. La scena in cui Shinji incontra Rei Ayanami per la prima volta si posizionò sedicesima in un altro sondaggio condotto dall'emittente TV Asahi sui momenti più belli della storia dell'animazione. Al Tokyo International Anime Fair del 2006 agli appassionati d'animazione fu chiesto di votare quale anime desiderassero rivedere maggiormente, e i primi due episodi di Evangelion emersero primi.

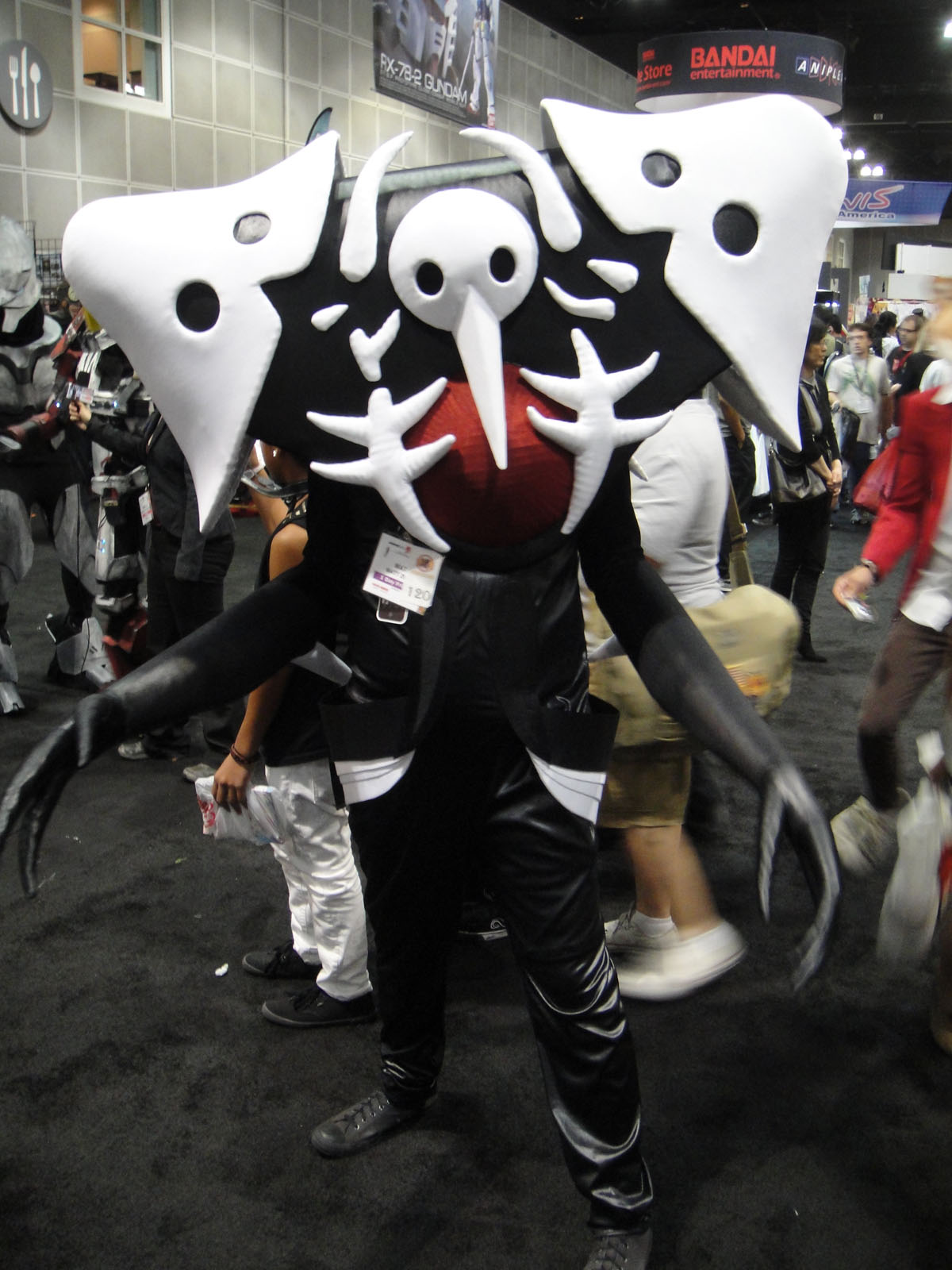
Un cosplay di Sachiel all'Anime Expo del 2011

Diversi critici e testate d'animazione, come Yūichirō Oguro di Newtype e Nick Creamer di Anime News Network, elogiarono L'attacco dell'angelo per la regia e il montaggio. La scrittrice e saggista statunitense Susan J. Napier analizzò la rappresentazione del mondo interiore di Shinji e Misato che viene presentata nell'episodio, giudicandola un buon esempio dello stile anticonvenzionale della serie. L'autore italiano Andrea Fontana notò «come sin dalla prima puntata ogni particolare strabordi di significato». Della stessa opinione si dimostrò Newtype, che elogiò la densità di informazioni della serie. Comic Book Resources criticò il modo in cui viene resa l'ambientazione futuristica della serie, ma difese il personaggio del giovane protagonista davanti ad alcune critiche mosse dagli appassionati di animazione e la sua riluttanza davanti al compito di proteggere l'umanità. Kristy Anderson del sito Supanova Expo menzionò la sequenza in cui egli decide di salire a bordo dell'Eva-01 fra i migliori momenti del suo arco narrativo. La rivista Newtype scrisse che «gli elaborati angoli di ripresa potranno colpire positivamente i cuori degli appassionati» e che «anche i titoli un po' insoliti e le immagini accattivanti sono un punto di forza».
Max Covill del webzine Film School Rejects definì L'attacco dell'angelo la terza miglior puntata di Neon Genesis Evangelion, lodandone l'aspetto visivo e l'introduzione dei principali misteri della serie. Covill elogiò inoltre la simbologia dietro al fotogramma in cui Shinji legge un manuale d'istruzioni con la mano di un Evangelion alle sue spalle, visto che «egli è soltanto un mezzo per realizzare uno scopo preciso», inserendolo fra le tante «perfette inquadrature» dell'opera. Secondo quanto riportato dai filmbook ufficiali di Newtype sulla serie la scena in cui Gendō prende comando dell'operazione contro Sachiel venne notata positivamente dalla critica per la sua espressività, venendo considerata una delle meglio realizzate dell'episodio. Il recensore giapponese Akio Nagatomi di The Anime Café, pur apprezzando il design dei mecha e dei nemici, giudicò tuttavia «mediocre» la qualità dell'animazione e come eccessivamente derivativa la premessa della vicenda, ovvero un giovane ragazzo che combatte contro alieni misteriosi. Daniel Dockery di Syfy Wire lodò il «formidabile» debutto di Sachiel, osservando però come ricordasse i cliché di altre serie su mostri giganti. Al contrario, sia Matthew Garcia di Multiversity Comics sia Charles McCarter della rivista Ex elogiarono le animazioni, la musica e il ritmo dei primi due episodi.
Nel corso degli anni la Gainax produsse diversi articoli di merchandise sulla puntata, come accendini, magliette e riproduzioni della battaglia contro Sachiel. Kinoko Nasu, autore di Mahōtsukai no yoru e Fate/stay night, iniziò la sua carriera da scrittore dopo aver visto L'attacco dell'angelo, un episodio che secondo lui «non poteva passare inosservato da me o da nessuno dei miei contemporanei».